# Club Sport Marítimo de La Guaira
Para el club portugués, véase Club Sport Marítimo.
El Club Sport Marítimo de Venezuela es un club de fútbol profesional venezolano con sede en La Guaira, estado La Guaira. Actualmente juega en la Segunda División de Venezuela y disputa sus partidos como local en el Complejo Deportivo Camurí Chico.
Fue fundado en 1959 por inmigrantes portugueses, obteniendo cuatro títulos en la primera división del fútbol venezolano y dos Copa Venezuela. Desapareció al final de la temporada 1994-95 después de haber sido sancionado por la FIFA por haber intentado recurrir a un tribunal civil para resolver su participación la fase final, del cual había sido expulsado ya que su estadio no rendía las condiciones apropiadas para un partido de la etapa final. 27 años después de su desaparición, el Marítimo, ahora con sede en la Guaira, reapareció tras adquirir el cupo del ULA FC. Actualmente juega en la Segunda División de Venezuela.

## Historia
El año de 1957 un grupo de portugueses liderados por Antonio Firmino Barros y Artur Brandao Campos, decidieron formar un equipo de fútbol para pasar el tiempo y la nostalgia de su madre patria. Lo llamaron «Deportivo Tiuna”, pero esa designación no duraría mucho tiempo. En las largas tertulias que transcurrían en la cauchera propiedad de los fundadores (denominada «Cauchos Brauc»), ubicada en Santa Mónica, pronto se percataron que la gran mayoría de los futbolistas del equipo eran fervorosos fanáticos del Marítimo de Madeira. De modo que un día primero de mayo de 1959 decidieron cambiarle el nombre al «Tiuna», y fue así que nació el Club Sport Marítimo de Venezuela, una de las instituciones más importantes de la historia del balompié criollo.

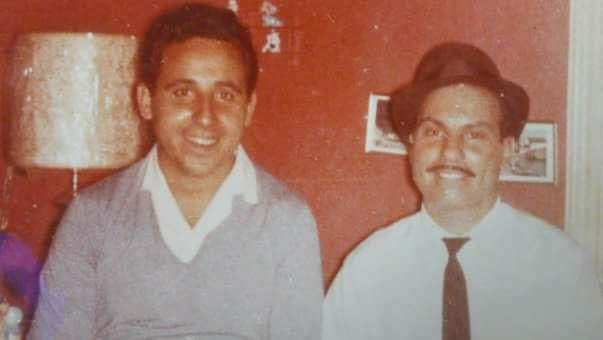
Antonio y Arthur en la cauchera de Santa Mónica

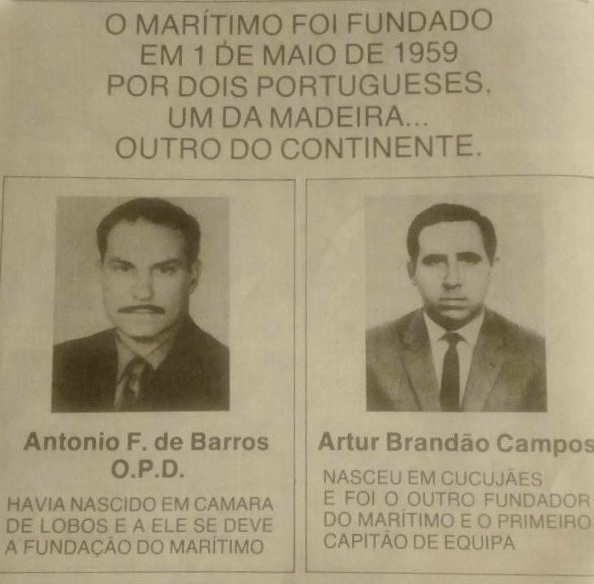
Fundadores del Marítimo VZLA

El equipo compitió durante varias décadas en los diversos torneos del fútbol amateur capitalino donde consiguió importantes logros. Fueron animadores del añejo y popular «Torneo Ibérico» (el torneo de fútbol amateur más importante y antiguo de Sudamérica). En ese lapso conquistaron un título de Campeón Distrital de la Asociación del Estado Miranda en 1977. Para 1981, el club viajó por primera vez a la isla de Madeira, en un periplo en el que enfrentó a los tres grandes equipos del fútbol madeirense (Marítimo, Nacional y Unión). La oportunidad fue aprovechada también para convertir al equipo criollo en la sexta filial a nivel mundial del club «rojiverde» portugués. 

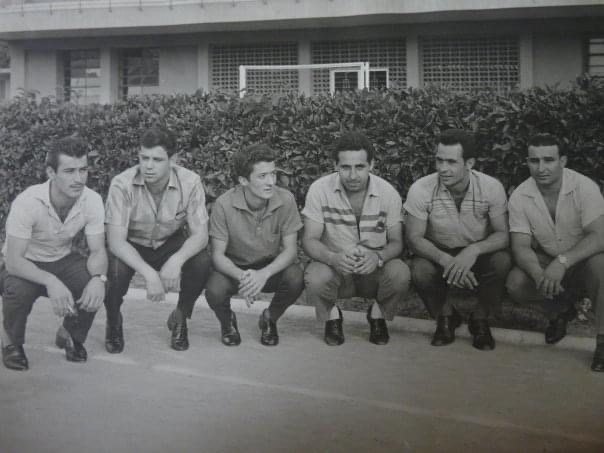
Jugadores del Marítimo en 1964

### Profesionalismo (1985-1986)

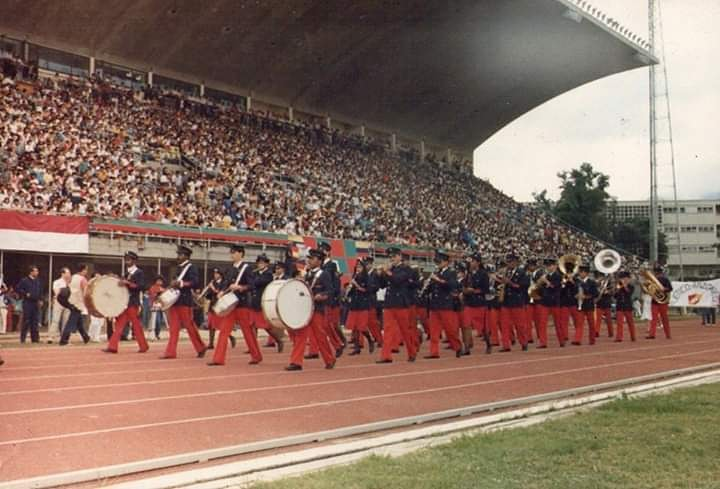
Fanáticos del Marítimo previo a un partido en el estadio Olímpico de la UCV, 1986.

En 1985 y después de la quiebra del Deportivo Portugués, un grupo de «maritimistas» liderados por Mario Pereira (exjugador del club), tomaron la decisión de dar un paso al frente y saltar al fútbol profesional. El equipo fue inscrito en la segunda división y recicló muchos de los recursos humanos del desaparecido Deportivo Portugués (principalmente al técnico Rafa Santana y a varios futbolistas), arrasando desde el principio del campeonato y conquistando el ascenso, al tiempo que instauró un récord de imbatibilidad de 28 partidos sin conocer la derrota. Esta marca sigue vigente para la categoría hasta hoy en día.
El equipo en la cancha daba espectáculo y no encontró rival en el campeonato secundario. Empezó a crecer una ola de entusiasmo alrededor del club y cada encuentro disputado en condición de local se fue convirtiendo en una fiesta de afirmación de la nacionalidad lusitana. Familias enteras de luso-venezolanos volvían a tener un equipo que los llenaba de orgullo.

José «Cherry» Gamboa, integrante de esa plantilla que consiguió el ascenso, recuerda el primer partido como local de la nueva divisa profesional:
“Ese día no había más de veinte personas en la grada y un perro que ladró durante todo el partido”.
Pero poco a poco y a medida que el equipo ganaba y ganaba partidos, más y más personas empezaron a ir al estadio y sus gradas comenzaron a recibir asistencias que, en los tramos finales del campeonato, rondaban los 12 000 espectadores. Esas cifras eran impensables para equipos de la capital del país, los cuales no llevaban más de dos o tres mil personas por juego.
Además de las avalanchas humanas en los juegos de local, los fanáticos maritimistas comenzaron a seguir a su equipo por todo el país, alquilando autobuses para acompañar al equipo en sus desplazamientos al interior. Primero uno, quince días después dos, la siguiente jornada tres. En la última fecha en calidad de visitante cuando el ascenso podía confirmarse matemáticamente, nueve autobuses se fueron en caravana hasta la ciudad de Barquisimeto, pintándola literalmente de rojo y verde en una manifestación de apoyo y fanatismo poco común en esos días, inclusive para equipos de la primera división.
Una vez instalado en la primera división el «fenómeno Marítimo» continuó creciendo sin parar. Con Rafa Santana en el banquillo y Mario Pereira en los despachos, el proyecto se solidificaba con el paso de las jornadas. Ellos supieron escoger con precisión quirúrgica un lote de refuerzos de calidad, algunos de ellos olvidados en sus equipos de origen, que dotaron al plantel del Marítimo de la potencia y el nivel para poder mantener ese ritmo arrollador y vencedor, pero ahora con las exigencias que implicaba disputar una primera división.
Fue entonces como llegaron al Marítimo varios jugadores de nivel como Daniel Nikolac, Franco Rizzi, Héctor Rivas, Juan Carlos González, Pedro Acosta, Noel «Chita» Sanvicente, Herberth Márquez, René Muñoz, entre otros. Estos futbolistas permanecieron en el club durante varias temporadas consecutivas, construyendo una columna vertebral y un núcleo de mística y calidad, que reforzados puntualmente aquí y allá en cada temporada, le dieron al club una base sólida. Muchos coinciden en que esa fue la razón y causa principal de las numerosas conquistas “«rojiverdes».
Los juegos del equipo pasaron a ser también auténticos festivales de música, alegría e color. Ir a ver al equipo jugar pasó a ser la costumbre de muchas familias lusitanas que convirtieron al estadio en un punto de encuentro y confraternización con sus amigos y vecinos. Dentro de la cancha el equipo le daba muchas tardes de satisfacción a los seguidores.

### Década de oro (1987-1993)
Marítimo se convirtió en el dominador del balompié nacional, razón por la que no solamente tenía seguidores portugueses. Muchos venezolanos y seguidores del fútbol de las más diversas nacionalidades, adoptaron al Marítimo como su equipo favorito. Así por ejemplo en la popular parroquia del 23 de Enero, muchos de los habitantes se volvieron maritimistas porque en las filas del cuadro «rojiverde» actuaba Héctor Rivas, uno de los pilares del cuadro lusitano y que era originario de la parroquia. Este caso se repetía en otros sectores y a causa de otros futbolistas del plantel.

La admiración por el equipo capitalino se extendió por todo el territorio nacional y en cada estadio en el que el cuadro «rojiverde» se presentaba, los aficionados locales concurrían en masa para poder ver en vivo a este equipo legendario. Franco Rizzi, capitán del entonces llamado «Acorazado», recuerda esas épocas en las que el Marítimo era un fenómeno de boletería:
“Cuando Marítimo visitaba el interior del país jugadores y dirigentes del equipo contrario se alegraban, porque muchas veces con la recaudación del dinero de las entradas a causa de los llenazos que generaba nuestra visita, podían poner al día los pagos a los jugadores de los equipos que visitábamos, así como otras deudas que los clubes tenían”.
En diez participaciones en la primera división el C.S. Marítimo inició un ciclo vencedor que llevó a su antigua sede en Los Chorros cuatro copas de Campeón Nacional (87-88-90 y 93), y pudo participar en cinco ocasiones en la Copa Libertadores.
Sólo una vez el C.S. Marítimo finalizó una temporada por debajo del tercer lugar, ganando la serie particular con casi la totalidad de los equipos que enfrentó mientras jugaba en la primera división. Su portero titular durante casi todo ese período fue Daniel Nikolac, quién cifró en 970 minutos sin recibir gol el récord de imbatibilidad, aún vigente. Participó incluso en el famoso Torneo Autonomía de 1987 derrotando al «União», empatando con el Nacional, y apenas cayendo derrotado ante el Marítimo madeirense.

### Crisis y desaparición (1994-1995)
Pero en 1994 la acumulación de varios errores de gerencia llevó al equipo a una crisis financiera terrible, que obligó al club luso-venezolano a dejar salir algunas de sus figuras y constituir un plantel para la temporada 94-95 con mucha gente joven. Para agravar la situación, la fundación que regentaba el Estadio Olímpico (sede del cuadro capitalino), subió los costos del alquiler a un precio impagable, obligando al club a mudarse fuera de la capital, ubicándose entonces en el Guido Blanco de la ciudad de Guatire.
A pesar de todas estas complicaciones, el equipo maritimista apeló a su conocida garra y mística ganadora, y sorprendiendo a todos, pudo ganarse en el campo un puesto en la etapa final del campeonato: «El Hexagonal Final», modalidad impuesta por la liga por primera y única vez en esa ocasión para disputar el campeonato de aquella temporada.
Entonces se desencadenaron una serie de hechos que llevaron al Marítimo a su desaparición del balompié rentado nacional. La Liga no aprobó el escenario del estadio Guido Blanco de Guatire, donde el Marítimo realizó sus encuentros como local de esa temporada, alegando que no tenía las mínimas condiciones para juegos de la etapa final. Las autoridades de la Liga, (presidida en la época por Laureano González, dirigente que públicamente declaró su inconformidad con la existencia en la primera división de clubes de origen extranjero) fueron inflexibles, aunque antes y después de este caso permitieron la disputa de partidos en estadios mucho más inseguros y en instalaciones menos apropiadas para una primera división, que aquellas que presentaban el estadio guatireño.
El Marítimo se vio de este modo privado de poder luchar en la fase más importante del torneo, aquella que determinaría al campeón y los clasificados para las pruebas internacionales, y aquella que justamente le permitiría al club recaudar los mayores ingresos de la zafra. Sintiéndose perseguidos y afectados en sus derechos, los dirigentes maritimistas de ese momento (presididos por José Luis Ferreira), decidieron llevar el caso a los tribunales civiles. Las consecuencias de esa decisión llevaron al Marítimo a sufrir un ejemplar castigo de parte de la FIFA, que condenó al equipo a descender a la segunda división, suspendiendo a sus directivos y lo multó pesadamente.
La junta directiva ante este escenario decidió disolver el equipo profesional, entregando las fichas a sus jugadores y cerrando sus puertas a mediados de 1995. Acababa así abruptamente la historia de, tal vez, el mejor club de todos los tiempos del balompié criollo. El vacío que dejó este equipo no ha sido llenado aún por ningún otro, y son muchos —no sólo portugueses—, los que mantienen las esperanzas de que algún día las gloriosas camisetas «rojiverdes» vuelvan a verse en los estadios venezolanos y la quinta estrella sea cosida sobre el escudo.

### Operación regreso
A finales del 2006 ese sentimiento de nostalgia empezó a intensificarse en los corazones maritimistas e impulsado por la visita a Venezuela del presidente del Club Sport Marítimo de Madeira, Carlos Pereira, un grupo de antiguos dirigentes del equipo capitalino (los expresidentes Mario Pereira y José Luís Ferreira) y la directiva del Centro Luso de Caracas en Turumo (presidida por Manuel Pereira), iniciaron un ciclo de conversaciones que acabaron consiguiendo la fusión de ambas instituciones.
De este modo el Centro Luso, en concurrida Asamblea de accionistas, decidió cambiar su denominación social a la de «Centro Marítimo de Venezuela», y constituirse así en la nueva casa del club tetracampeón nacional. Las vitrinas del salón de trofeos del club de Turumo, ya recibían las copas y trofeos conquistados por el equipo de fútbol capitalino, y se había iniciado un proceso exitoso de venta de nuevas acciones del centro social en el seno de la fanaticada «rojiverde», que se extendería y masificaría en los próximos meses.
Se planificaba ya la construcción de una cancha de fútbol y dar inicio a un proyecto que, a mediano plazo, recolocara al Marítimo en la primera división del fútbol venezolano. El terreno ya había recibido la visita e inspección de un equipo de ingenieros y se esperaba pronto movimiento de tierras y el inicio formal de las obras. Los responsables del equipo deseaban iniciar las actividades enfocando su trabajo en las categorías menores, comenzando en principio tan solo en el área de formación de talentos. Pero con la vista puesta a mediano plazo en la reactivación el fútbol profesional y regresar al equipo a la primera división. Son muchos los que esperaban ansiosos por que este sueño se hiciera realidad. Sin embargo el Marítimo al año siguiente fue desafiliado por acudir a la vía judicial en un conflicto con la FVF, así los fanáticos portugueses se quedaban sin equipo otra vez.

### Regreso al fútbol venezolano
Luego de casi 27 años de su desaparición, el club reapareció a finales de noviembre del año 2022 y adquirió el cupo de Unión Local Andina de la Segunda División de la Liga Futve, en la que jugará a partir de la temporada 2023, marcando así el regreso del club Marítimo al fútbol venezolano.

## Estadio
- Complejo Deportivo Camurí Chico

### Estadio Alterno
Polideportivo José María Vargas

## Uniforme
- Uniforme titular: Camiseta rojiverde, pantalón blanco y medias rojas.
- Uniforme alternativo: Camiseta blanca, pantalón blanco y medias rojas.

## Distinciones Individuales

### Máximo Goleadores Históricos
| #   | Nombre            | Goles |
| --- | ----------------- | ----- |
| 1.º | Herbert Márquez   | 89    |
| 2.º | Juan Manuel Mouro | 23    |
| 3.º | Héctor Rivas      | 23    |
| 4.º | Noel Sanvicente   | 22    |
| 5.º | Bebeto            | 21    |

- Actualizado hasta el 2 de junio de 2025.[7]

#### Goleadores en campeonatos nacionales
| Año                                   | Jugador         | Goles |
| ------------------------------------- | --------------- | ----- |
| Primera División de Venezuela 1989-90 | Herbert Márquez | 19    |
| Primera División de Venezuela 1992-93 | Herbert Márquez | 21    |
| Segunda División de Venezuela 2023    | Enmanuel Moreno | 15    |
| Segunda División de Venezuela 2024    | Jhon Escobar    | 12    |
| Copa Venezuela 2024                   | Jhon Escobar    | 6     |

## Palmarés

### Torneos nacionales (7)
| Competición nacional                 | Títulos                            | Subcampeonatos |
| ------------------------------------ | ---------------------------------- | -------------- |
| Primera División de Venezuela (4/1): | 1986/87, 1987/88, 1989/90, 1992/93 | 1990/91        |
| Segunda División de Venezuela (1):   | 1985.                              |                |
| Copa Venezuela (2):                  | 1988, 1989                         |                |

### Torneos amateurs
- Copa Sucre (1): 1976
- Campeonato Distrital del Estado de Miranda (1): 1977

### Otros
- Récord de imbatibilidad en la Segunda División de Venezuela: 28 partidos en 1985 (récord superado por el Atlético Venezuela de 30 partidos en 2012).[cita requerida]
- Récord de minutos sin recibir un gol: Daniel Nikolac, 970 minutos (del 3 de mayo de 1987 al 21 de junio de 1987).
- Máximo goleador de la Primera División de Venezuela (2): Hérberth Márquez, 19 goles en la temporada 1989-90 y 21 goles en la 1992-93.